# Авдеев, Филипп Вадимович
Фили́пп Вади́мович Авде́ев (род. 10 ноября 1991, Москва) — российский актёр и режиссёр. Выпускник Школы-студии МХАТ, курс Кирилла Серебренникова. С 2012 года актёр театра Гоголь-центр. Как киноактёр известен ролями в фильмах «Класс коррекции», «Лето», «Кислота».

## Биография
Учился в школе «Класс-центр». В 2001 году дебютировал на театральной сцене — в мюзикле «Норд-Ост». 23 октября 2002 года, в день теракта, находился в Театральном центре. В момент начала захвата здания боевиками готовился выйти на сцену во втором акте мюзикла. Смог спрятаться в гримёрке и через несколько часов, проведённых в заложниках, вместе с другими членами труппы выбраться через окно.
С 2003-го — актёр Детского музыкального театра юного актера. Тогда же дебютировал в кино, первой работой стала роль Артёма в детском приключенческом фильме «Тайна Голубой долины». Играл в киножурнале «Ералаш».
После окончания школы поступил сразу в Щепкинское и Щукинское театральные училища, на актерский факультет ГИТИСа и в Школу-студию МХАТ. Отдал предпочтение Школе-студии (мастерская Кирилла Серебренникова), которую окончил в 2012 году. Тогда же в составе театральной труппы «Седьмая студия» пришёл работать в Гоголь-центр.
В 2014 году в рамках основной конкурсной программы 25-го Открытого российского кинофестиваля «Кинотавр» состоялась премьера фильма Ивана Твердовского «Класс коррекции», в котором Филипп исполнил главную роль. Картина получила приз «За лучший дебют» и Приз жюри кинопрокатчиков, в дальнейшем участвовала в нескольких других отечественных и зарубежных кинофестивалях.
В 2016-м на сцене Гоголь-центра Филипп Авдеев дебютировал с первой театральной режиссёрской работой — «Иоланта/opus», в 2017 году там же поставил спектакль «Море деревьев».
Весной 2018 года в рамках основной программы 71-го Каннского кинофестиваля состоялась мировая премьера кинокартины Кирилла Серебренникова «Лето» с участием Филиппа, летом 2018 года в рамках конкурса дебютов кинофестиваля «Кинотавр» был представлен фильм Александра Горчилина «Кислота» с Филиппом Авдеевым в главной роли. В феврале 2019-го «Кислота» участвовала в программе «Панорама» 69-го Берлинского кинофестиваля.
В феврале 2019 года в российский прокат вышел фантастический триллер Егора Баранова «Аванпост» с участием Филиппа. В июне 2019 года на «Кинотавре» состоялась премьера кинокартины Оксаны Карас «Выше неба», в которой актёр также исполнил главную роль.
В 2020 году состоялись премьеры двух знаковых проектов с участием актёра: получивший приз зрительских симпатий «Кинотавра» фильм Оксаны Карас «Доктор Лиза», посвящённый памяти Елизаветы Глинки, и работа режиссёра Ивана И. Твердовского «Конференция», возвращающая зрителя к событиям октября 2002 года, когда террористами был захвачен театральный центр на Дубровке.
В 2021 году в прокат вышли фильм-катастрофа Данилы Козловского «Чернобыль», фильм и сериал «Джетлаг» режиссёра Михаила Идова, а также один из спин-оффов веб-сериала Андрея Прошкина «Выжившие» — «Выжившие: Огни». Во всех этих проектах Филипп исполнил главные роли.
В мае 2022 года в рамках 75-го Каннского кинофестиваля состоялась премьера полнометражной картины Кирилла Серебренникова «Жена Чайковского» с участием Филиппа. В августе 2022 года представленный в рамках XXX фестиваля российского кино «Окно в Европу» роуд-муви «Далёкие близкие» режиссёра Ивана Соснина получил первое место в зрительском голосовании. Филипп исполнил в проекте главную роль.
С 2021 года активно сотрудничает с немецкими театрами Deutsches Theater и Thalia Theater.
С 2016 года издаёт бесплатную городскую газету «Белый шум».

## Работы

### Фильмография
| Год  |     | Название                       | Роль                                   |
| ---- | --- | ------------------------------ | -------------------------------------- |
| 2023 | ф   | Просточеловек                  | Саша                                   |
| 2022 | ф   | Далёкие близкие                | Миша                                   |
| 2022 | ф   | Жена Чайковского               | Модест Чайковский, Анатолий Чайковский |
| 2021 | с   | Выжившие: Огни                 | Виктор                                 |
| 2021 | ф   | Горизонт                       | Михей                                  |
| 2021 | ф   | Джетлаг                        | Никита                                 |
| 2021 | кор | Холодно / Фильм Гоголь-центра  | цветной шарик                          |
| 2021 | ф   | Чернобыль                      | Валерий Гончарук, инженер              |
| 2020 | ф   | Икария                         | работник вытрезвителя                  |
| 2020 | ф   | Конференция                    | Филипп                                 |
| 2020 | ф   | Доктор Лиза                    | Михаил Савчук                          |
| 2019 | док | Избранники                     | в роли себя                            |
| 2019 | ф   | Аванпост                       | Женя                                   |
| 2019 | ф   | Выше неба                      | Миша                                   |
| 2018 | кор | Лучше забей                    | футболист Иван Смолькин                |
| 2018 | ф   | Кислота                        | Саша                                   |
| 2018 | ф   | Лето                           | Лёня                                   |
| 2016 | ф   | Городские птички               | Роман                                  |
| 2015 | ф   | Инсайт                         | Курьер                                 |
| 2014 | ф   | Класс коррекции                | Антон Соболев                          |
| 2012 | кор | Опасность полного исчезновения | Филипп                                 |
| 2006 | ф   | Азирис нуна                    | Костик                                 |
| 2004 | кор | У самого моря                  | Имя персонажа не указано               |
| 2004 | с   | Надежда уходит последней       | Петя                                   |
| 2003 | ф   | Тайна Голубой долины           | Артем                                  |

### Театр
Студенческие работы (с 2011 — в рамках)
- 2009 — «CAIN/КАИН» по мотивам мистерии Джорджа Гордона Байрона «Каин» (режиссёр — Кирилл Серебренников, хореографы — Константин Мишин и Ирина Гонто), Центр современного искусства «Винзавод»[19]
- 2010 — «Герой нашего времени» по роману М. Ю. Лермонтова (режиссёр — Кирилл Серебренников), Центр современного искусства «Винзавод»[20]
- 2010 — Поэтический перформанс «Красная ветка» по российской современной поэзии (режиссёры — Женя Беркович, Илья Шагалов, Александр Созонов, Максим Мышанский), Центр современного искусства «Винзавод»[21]
- 2011 — «Феи» по пьесе Ронана Шено (режиссёр — Давид Бобе, Франция), МХТ им. Чехова, с 2014 года — в репертуаре «Гоголь-центра»[22]

Проект «Платформа» — Центр современного искусства «Винзавод»,
- 2011 — «Отморозки» по мотивам романа Захара Прилепина «Санькя» (режиссёр — Кирилл Серебренников), с 2013 года — в репертуаре «Гоголь-центра».[23] Премия «Золотая Маска» 2012 г. — «Лучший спектакль в драме, малая форма»[24]
- 2012 — «Охота на Снарка» по поэме Льюиса Кэрролла (режиссёр — Кирилл Серебренников, композитор — Юрий Лобиков), с 2013 года — в репертуаре «Гоголь-центра»[25]
- 2012 — «Метаморфозы» по поэме Овидия (режиссёры — Давид Бобе, Кирилл Серебренников), с 2013 года — в репертуаре «Гоголь-центра»[26]
- 2012 — «Сон в летнюю ночь» по комедии Уильяма Шекспира (режиссёр — Кирилл Серебренников), с 2013 года — в репертуаре «Гоголь-центра»[27]

Роли в «Гоголь-центре»
- 2013 — «Митина любовь», И. А. Бунин (реж. Владислав Наставшев) — Митя
- 2013, 2018 — «Идиоты», Ларс фон Триер и В. В. Печейкин (реж. Кирилл Серебренников) — Пиксель
- 2015 — «Кому на Руси жить хорошо», Н. А. Некрасов (реж. Кирилл Серебренников) — Пров, Мужики
- 2015 — «Обыкновенная история», И. А. Гончаров (реж. Кирилл Серебренников) — Саша Адуев
- 2015 — «Хармс. МЫР», Д. И. Хармс (реж. Максим Диденко) — Топограф Петров
- 2016 — «Мандельштам. Век-волкодав», О. Э. Мандельштам (реж. Антон Адасинский) — Поэт, Глаз Божий, червяк
- 2016 — «Пастернак. Сестра моя — жизнь», Б. Л. Пастернак (реж. Максим Диденко) — Председатель
- 2017 — «Маленькие трагедии», А. С. Пушкин (реж. Кирилл Серебренников) — Пророк, Моцарт, Монах, Сон Дон Гуана, Фауст
- 2017 — «Шекспир», (реж. Евгений Кулагин)
- 2018 — «Мизантроп», Мольер (реж. Элмар Сеньков) — Филинт
- 2019 — «Спасти орхидею» (реж. Владислав Наставшев)
- 2021 — «Страх и отвращение в Москве»

Роли в других театрах
- 2021 — «Декамерон» (реж. Кирилл Серебренников) — несколько ролей (Deutsches Theater, Берлин)[28]
- 2022 — «Чёрный монах», А. П. Чехов (реж. Кирилл Серебренников) — Коврин. Премьера состоялась в театре Thalia в Гамбурге[29].
- 2022 — «Вий», Н. В. Гоголь (реж. Кирилл Серебренников) — Солдат Хома Брут (Thalia Theater, Гамбург)[30]
- 2023 — «Три сестры», А. П. Чехов (реж. Анне Ленк) — Якоби (Thalia Theater, Гамбург)[31]

Режиссёрские работы в «Гоголь-центре»
- 2016 — «Иоланта/Opus» совместно с Игорем Бычковым и Александром Горчилиным
- 2017 — «Море деревьев»
- 2021 — «Страх и отвращение в Москве»

### Видеоклипы
- 2019 — «Сейчас дважды не случится» (Manizha)

## Награды и премии
- 2012 — Театральная премия «Золотой лист»[32]
- 2016 — Премия «Парабола» сезона 2016 года[33]
- 2019 — «Золотая Маска», номинация «Драма / мужская роль второго плана» — спектакль «Маленькие трагедии», «Гоголь-центр», Москва[34]
- 2019 — Премия журнала ОК! «Больше чем звезды / Главный герой. Театр»[35]
- 2020 — «Золотая Маска», номинация «Драма / мужская роль второго плана» — спектакль «Спасти орхидею», «Гоголь-центр», Москва